# Kasper Asgreen

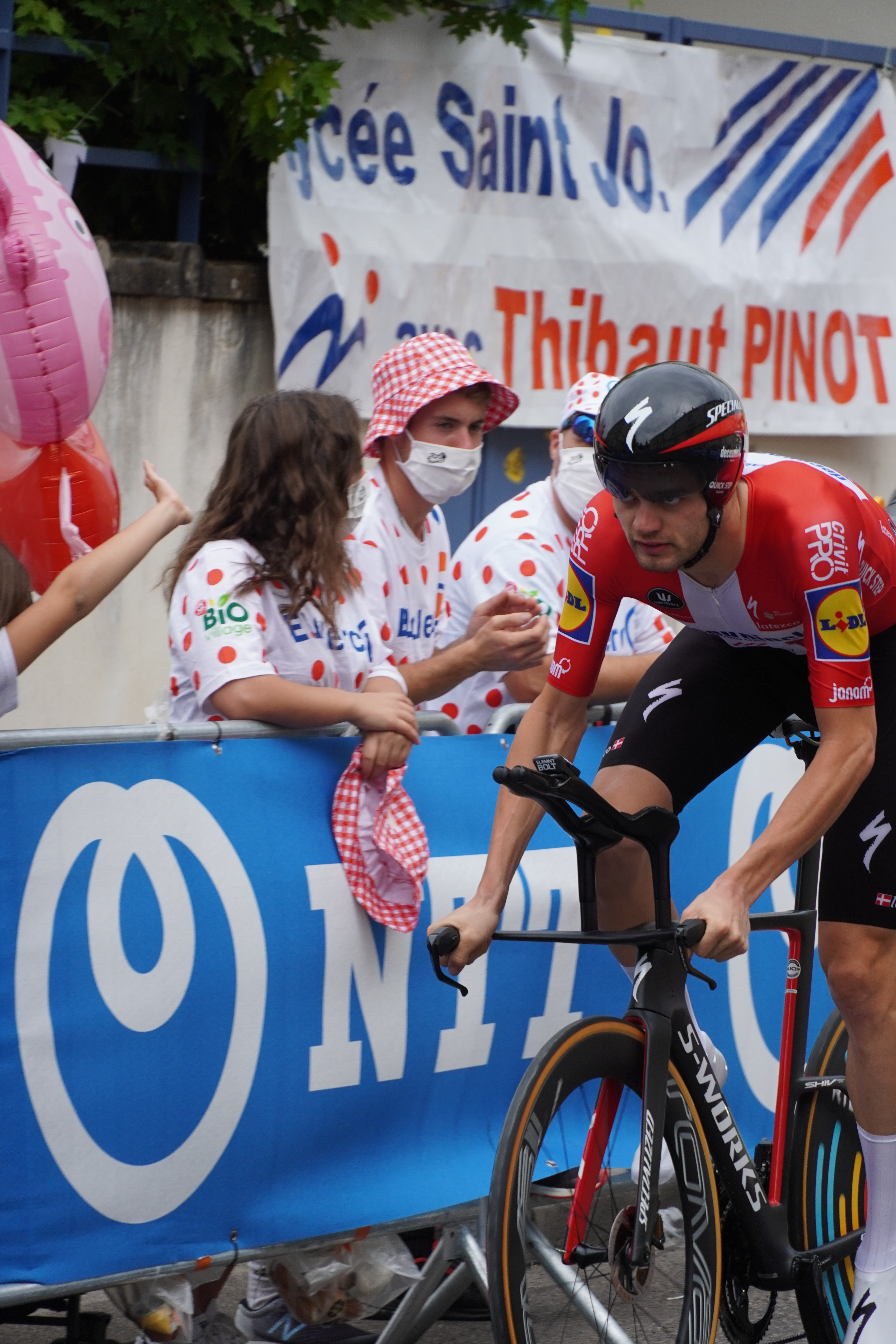
Kasper Asgreen bei der 20. Etappe der Tour de France 2020

Kasper Asgreen (* 8. Februar 1995 in Kolding) ist ein dänischer Radrennfahrer. Sein bisher größter Erfolg ist der Sieg der Flandern-Rundfahrt 2021.

## Karriere

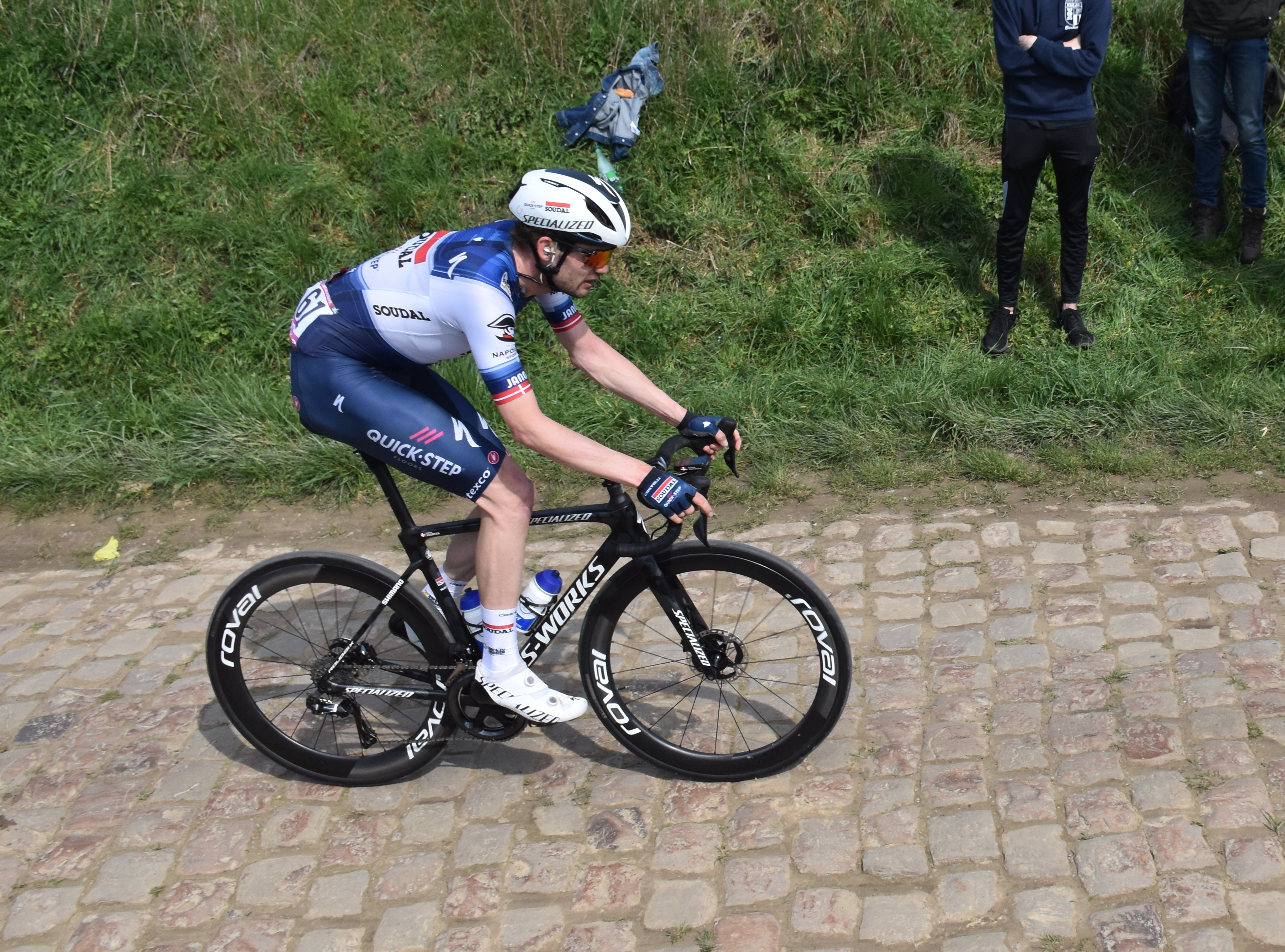
Kasper Asgreen (Paris–Roubaix 2023)

Im Jahr 2017 gewann Asgreen mit dem Eintagesrennen GP Viborg seinen ersten Wettbewerb des internationalen Kalenders, die U23-Europameisterschaft im Einzelzeitfahren und eine Etappe des UCI-Nations’-Cup-U23-Etappenrennens Tour de l’Avenir.
Im April 2018 schloss Asgreen sich dem UCI WorldTeam Quick-Step Floors an. Mit dieser Mannschaft gewann er die Gesamtwertung des dreitägigen Mannschaftswettbewerbs Hammer Sportzone Limburg. Später fuhr er die Vuelta a España 2018 und beendete seine erste Grand Tour als 124. der Gesamtwertung. Bei den UCI-Straßen-Weltmeisterschaften 2018 stand er im Aufgebot seines Quick-Step-Teams für das Mannschaftszeitfahren und wurde mit dieser Mannschaft Weltmeister.
Im Jahr 2019 wurde Asgren beim Monument des Radsports Flandern-Rundfahrt Zweiter, nachdem er 50 Kilometer vor dem Ziel als Aufpasser in einer Ausreißergruppe gefahren war und sich hinter dem Solosieger Alberto Bettiol vor der Favoritengruppe ins Ziel gerettet hatte.
Mit dem erfolgreichen Ausreißversuch beim UCI-ProSeries-Wettbewerb Kuurne–Brüssel–Kuurne im März 2020 konnte Asgreen seinen bis dahin bedeutendsten individuellen Sieg erzielen.
Im Jahr 2021 gewann er mit dem E3 Harelbeke sein erstes Eintagesrennen in der UCI WorldTour. Nachdem er 66 Kilometer vor dem Ziel attackiert hatte, wurde er zwölf Kilometer vor dem Ziel von einer Verfolgergruppe eingeholt, aus der er sich fünf Kilometer vor dem Ziel erneut absetzen konnte. Eine Woche später gewann er im Zweiersprint vor seinem Mitausreißer und Vorjahressieger Mathieu van der Poel die Flandern-Rundfahrt und damit sein erstes Monument des Radsports.
2022 belegte er bei der Strade Bianche den dritten Platz, blieb bei den belgischen Klassikern jedoch hinter seinen Erwartungen zurück. Trotz eines Sturzes bei der Tour de Suisse ging wenige Wochen später bei der Tour de France an den Start, die mit Kopenhagen in seiner Heimat gestartet wurde. Asgreen verließ die Rundfahrt am neunten Etappentag und beendete seine Saison im Anschluss frühzeitig.
Asgreen gewann die 18. Etappe der Tour de France 2023 im Sprint einer vierköpfigen Ausreißergruppe, die auf der Zielgeraden vom Peloton gestellt wurde, aber die Plätze eins bis drei belegte. Auf der 19. Etappe war er wiederum in einer Ausreißergruppe vertreten und wurde im Sprint der letzten in einem Dreiersprint nur von Matej Mohorič geschlagen.
Im Jahr 2025 wechselte er zum UCI WorldTeam EF Education-EasyPost und gewann nach einem enttäuschenden Frühjahr die 14. Etappe des Giro d’Italia aus einer Ausreißergruppe.

## Erfolge
2016
- Bergwertung Paris-Arras Tour

2017
- GP Viborg
- Dänischer Meister – Einzelzeitfahren (U23)
- Europäischer Meister – Einzelzeitfahren (U23)
- eine Etappe Tour de l’Avenir

2018
- eine Etappe Istrian Spring Trophy
- Gesamtwertung Hammer Sportzone Limburg
- Mannschaftszeitfahren Adriatica Ionic Race
- Weltmeister – Mannschaftszeitfahren

2019
- eine Etappe und Punktewertung Kalifornien-Rundfahrt
- Dänischer Meister – Einzelzeitfahren
- Europameisterschaft – Einzelzeitfahren
- eine Etappe Deutschland Tour

2020
- Kuurne–Brüssel–Kuurne
- Dänischer Meister – Straßenrennen, Einzelzeitfahren

2021
- E3 Harelbeke
- Flandern-Rundfahrt
- eine Etappe Algarve-Rundfahrt
- Dänischer Meister – Einzelzeitfahren

2023
- Dänischer Meister – Einzelzeitfahren
- eine Etappe Tour de France
- eine Etappe Slowakei-Rundfahrt

2025
- eine Etappe Giro d’Italia

## Wichtige Platzierungen
| Grand Tour            | 2018 | 2019 | 2020 | 2021 | 2022 | 2023 | 2024 | 2025 |
| --------------------- | ---- | ---- | ---- | ---- | ---- | ---- | ---- | ---- |
| Giro d’ItaliaGiro     | –    | –    | –    | –    | –    | –    | –    | 115  |
| Tour de FranceTour    | –    | 122  | 114  | 64   | DNF  | 87   | –    | 91   |
| Vuelta a EspañaVuelta | 134  | –    | –    | –    | –    | –    | 120  |      |

| Weltmeisterschaft        | 2018 | 2019 | 2020 | 2021 | 2022 | 2023 | 2024 |
| ------------------------ | ---- | ---- | ---- | ---- | ---- | ---- | ---- |
| StraßenrennenStraße      | 52   | DNF  | –    | DNF  | –    | DNF  | DNF  |
| EinzelzeitfahrenEZF      | –    | 17   | 6    | 4    | –    | 14   | 6    |
| MannschaftszeitfahrenMZF | 1    | –    | –    | –    | –    | –    | –    |

| Monument                 | 2018 | 2019 | 2020 | 2021 | 2022 | 2023 | 2024 | 2025 |
| ------------------------ | ---- | ---- | ---- | ---- | ---- | ---- | ---- | ---- |
| Mailand–Sanremo          | –    | –    | 72   | 99   | –    | 36   | 16   | –    |
| Flandern-Rundfahrt       | –    | 2    | 13   | 1    | 23   | 7    | 47   | –    |
| Paris–Roubaix            | –    | 50   | –    | 68   | 44   | DNF  | 88   | 61   |
| Lüttich–Bastogne–Lüttich | –    | –    | –    | –    | –    | –    | –    | 117  |
| Lombardei-Rundfahrt      | DNF  | –    | –    | –    | –    | –    | –    |      |